# Mariánská kaple (Císařský)
Mariánská kaple, též zvaná Botzenská kaple (německy Botzen Kapelle) stojí na svahu Partyzánského vrchu (530 m n. m.) ve vsi Císařský. Pozdně barokní sakrální stavba z roku 1796 ve druhé polovině 20. století zchátrala a téměř zanikla, obnovena byla v roce 2014.

## Historie
Nevelkou polní kapli nechal postavit roku 1796 sedlák Josef Mautsch z domu čp. 164 (zbořený po druhé světové válce) v Císařském. Stavbu umístil na svah Partyzánského vrchu (Botzen) k cestě spojující Císařský s Velkým Šenovem (Botzensteig). Právě proto ji místní obyvatelé nejčastěji nazývali Botzen Kapelle. Protože byla polní kaple zasvěcena Panně Marii, pobožnosti se v ní konaly během mariánských svátků. Podle ústně tradované pověsti se v kapli zázračně uzdravilo dítě z oční nemoci. Tradice a zájem o kapli přerušila druhá světová válka a vysídlení původních obyvatel vsi (původně samostatné obce).
Ve druhé polovině 20. století kaple postupně chátrala, až z ní na počátku 21. století zůstalo jen torzo obvodových stěn. Vlastník kaple (soukromý zemědělec) v této době zvažoval odstranění ruin. Záchrana stavby přišla v roce 2014. Díky spolupráci spolku Drobné památky severních Čech, města Šluknov a Nadace Via byla kaple obnovena. Stavebních prací se ujal Ing. Vojtěch Král. Celkový rozpočet činil 160 000 Kč, z toho 50 000 Kč přispěla Nadace Via. Obnovenou kapli požehnal dne 23. května 2015 šluknovský arciděkan P. Pavel Procházka. Péči o stavbu a její okolí zajišťuje Teen Challenge International ČR, pobočka Císařský.
Kaple je od roku 2017 ve vlastnictví města Šluknova a není památkově chráněná. Pravidelné bohoslužby se v kapli nekonají.

## Popis
Stavba je obdélného půdorysu s mírně odsazeným půlkruhovým závěrem. Zdi jsou postavené z pískovce a místního čediče. V průčelí je umístěn vchod s pískovcovým portálem, ve kterém je osazena mříž. Trojúhelníkový štít zdobí nika se soškou Madony. Stavba je bez oken, omítky jsou hrubé, šedé, lizénové rámce jsou hladké, bílé. Střechu bez věže pokrývá imitace břidlice. Mobiliář tvoří malý oltář a velký kovový krucifix, původní vybavení se nedochovalo. Kolem kaple je vysazená pětice lip velkolistých. Původní polní cesta zanikla.

## Galerie

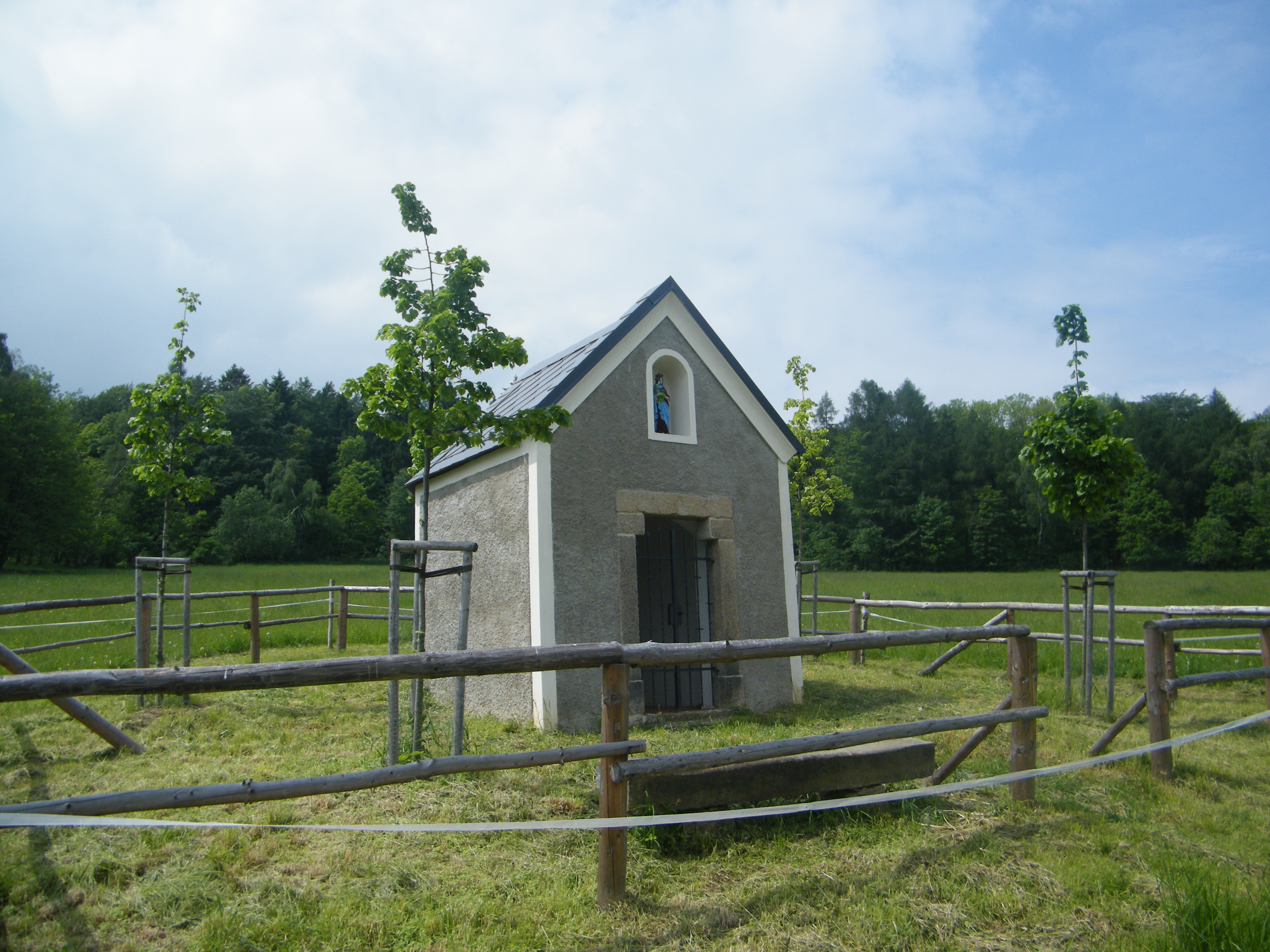
Přední pohled (2016)
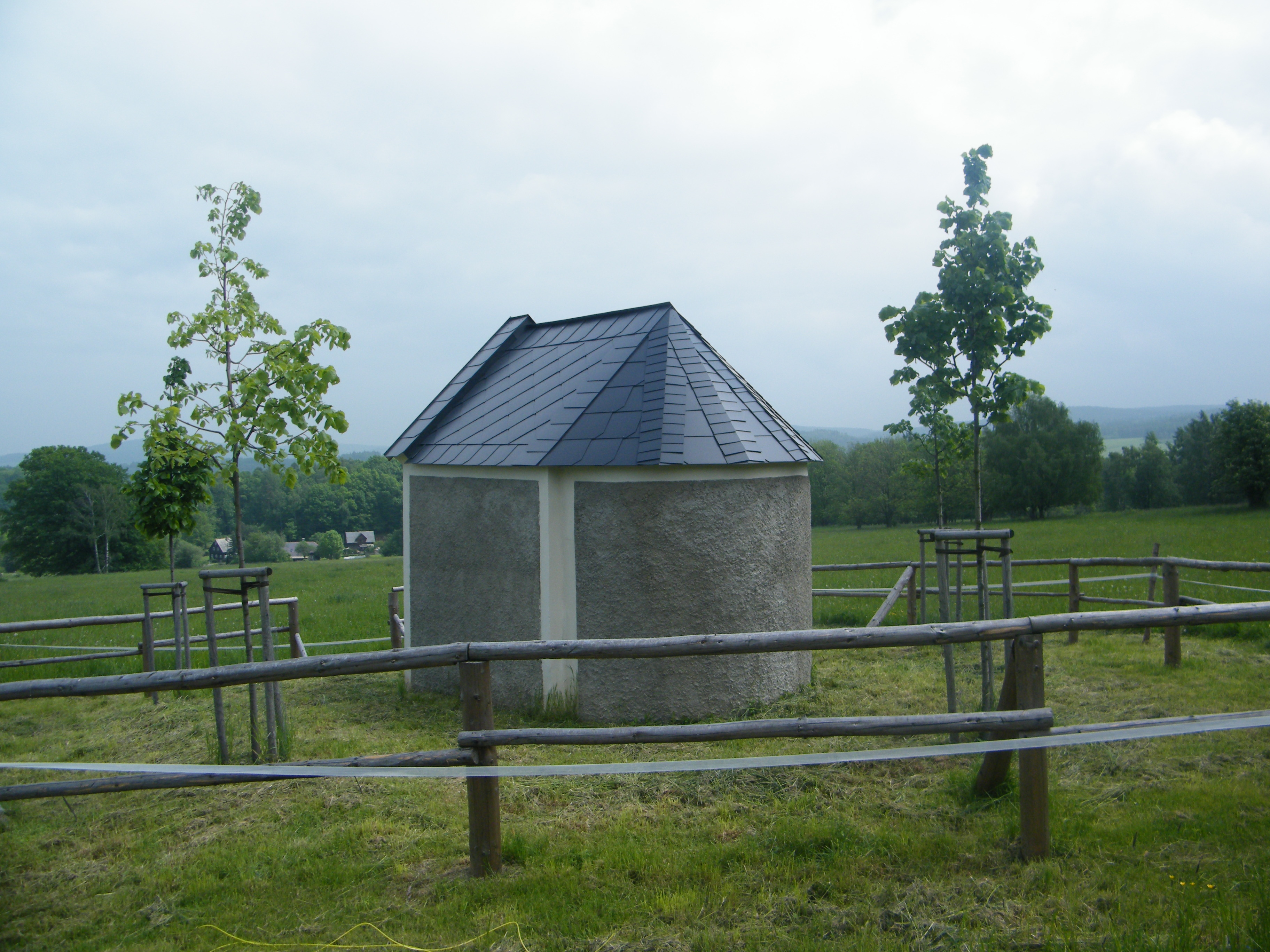
Zadní pohled (2016)
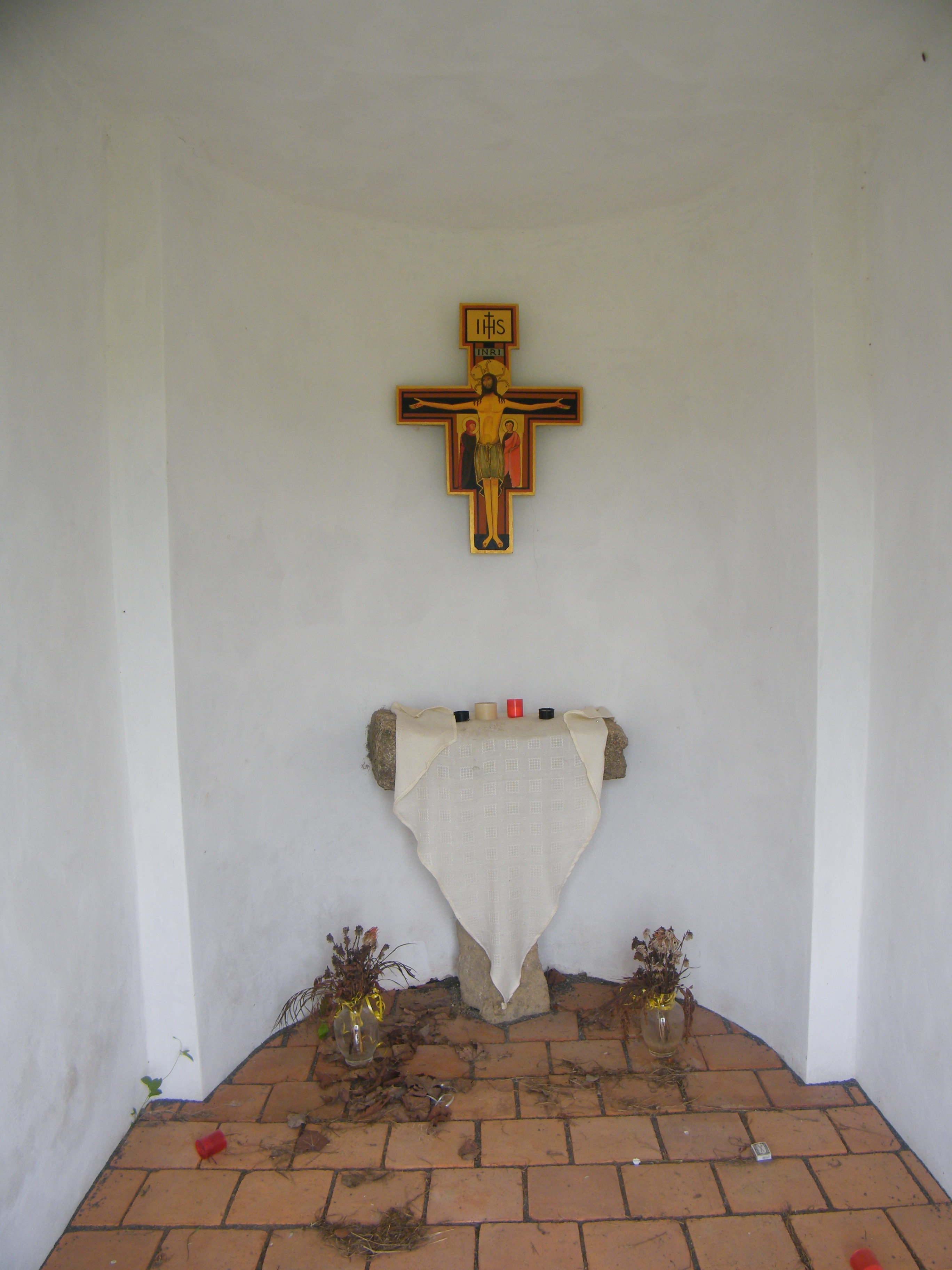
Interiér (2016)
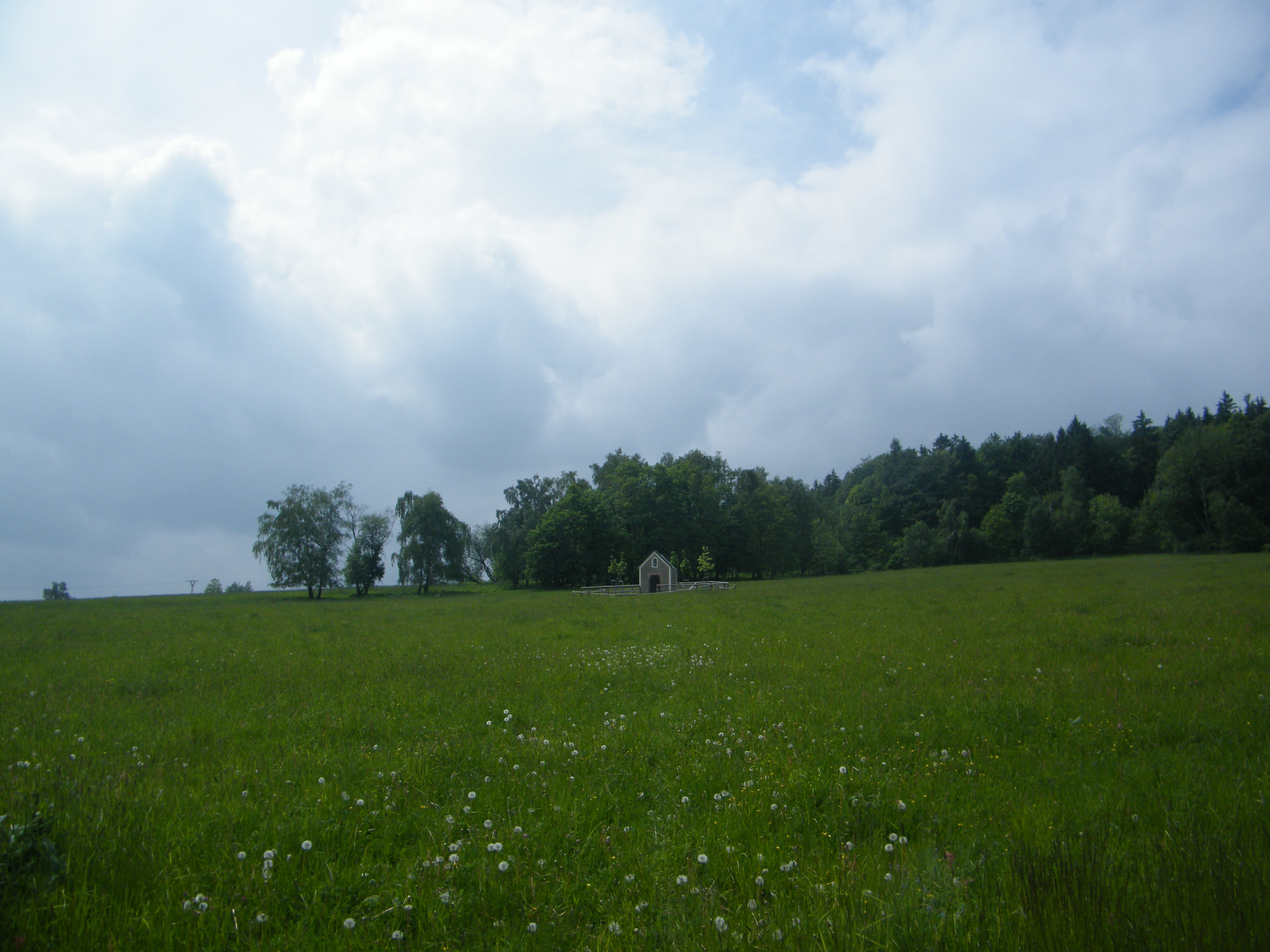
Okolí kaple (2016)